# Deutscher Transportarbeiter-Verband

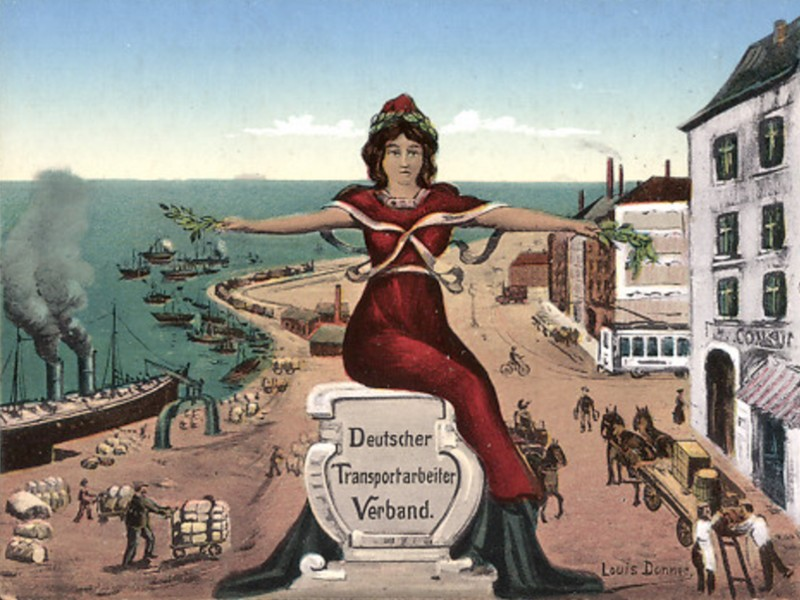
Kolorierte Postkarte um 1910 mit Hafenarbeitern (links), Fuhrleuten (rechts) und einer Straßenbahn im Hintergrund

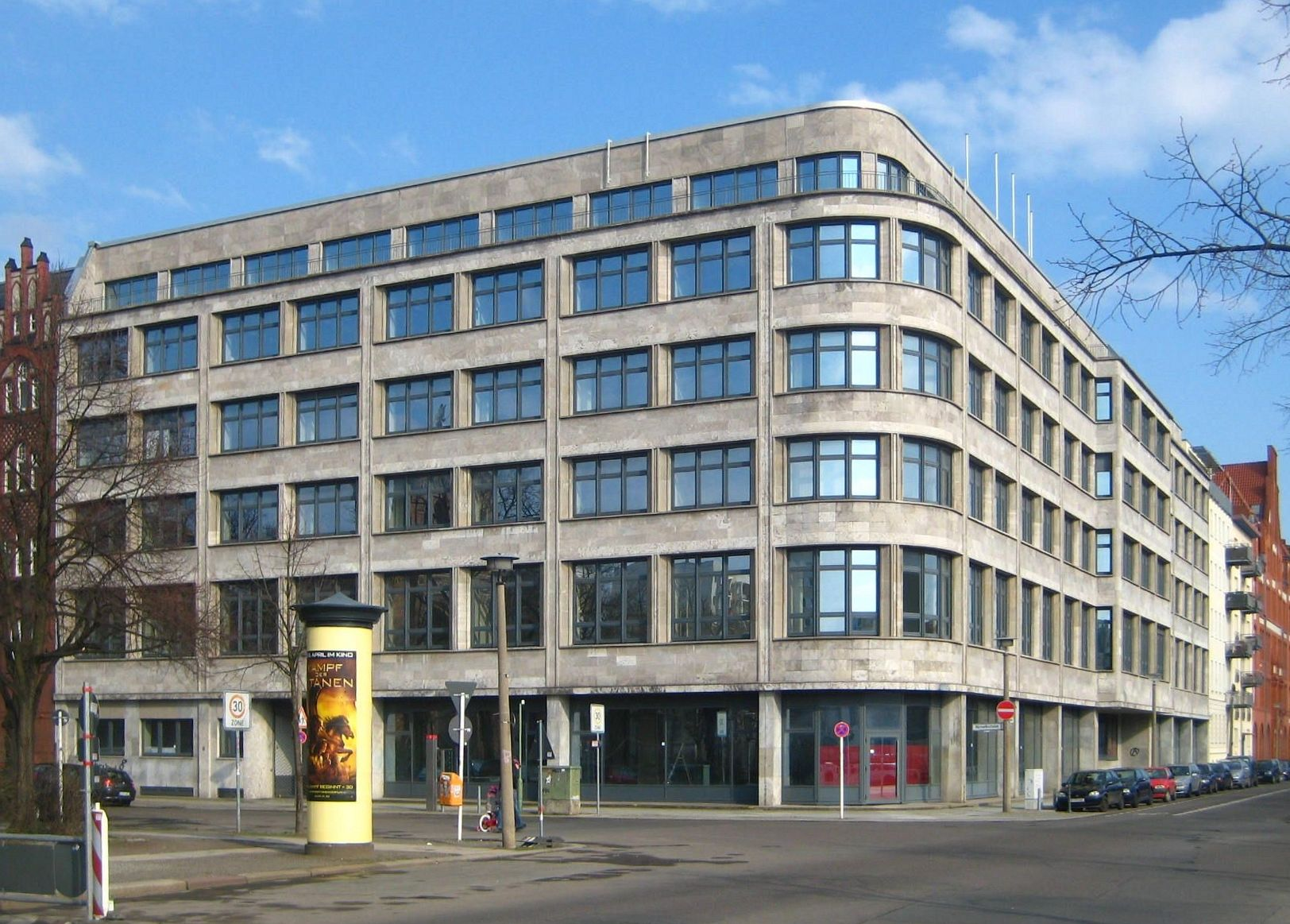
Ehemaliges Verbandshaus des Deutschen Verkehrsbundes in Berlin, erbaut 1927–32 von Max Taut

Der Deutsche Transportarbeiter-Verband (DTV) (ab 1923 Deutscher Verkehrsbund) war eine bedeutende deutsche Gewerkschaft in der Zeit des Kaiserreiches und der Weimarer Republik. Er wurde 1897 als „Zentralverband der Handels-, Transport- und Verkehrsarbeiter Deutschlands“ gegründet und 1907 in Deutscher Transportarbeiter-Verband umbenannt. 
1910 schlossen sich der Verband der Hafenarbeiter Deutschlands (gegründet 1891) sowie der Zentralverband seemännischer Arbeiter Deutschlands (gegründet 1898) dem DTV an, von 1908 bis 1916 bildete auch der Verband der Eisenbahner Deutschlands zeitweilig eine Sektion innerhalb des DTV. Staatlicherseits wurde die „Reichssektion der Eisenbahner“ des Verbandes im Deutschen Kaiserreich als staatsfeindlich eingestuft. Als Indiz galt dabei bereits der Bezug der Vereinszeitschrift „Weckruf der Eisenbahner“, was unnachsichtlich Entlassung zur Folge hatte. Für andere Veröffentlichungen des Vereins galt Gleiches.
Nach dem Ersten Weltkrieg schlossen sich noch der Zentralverband deutscher Post- und Telegraphenbediensteter sowie die Allgemeine Deutsche Postgewerkschaft dem DTV an. Nicht zuletzt dank dieser Zusammenschlüsse stieg die Mitgliederzahl des DTV von 230.000 im Jahr 1913 auf rund 579.000 im Jahr 1921 und machte ihn zur zweitstärksten Gewerkschaft in Deutschland.
Um der gewachsenen Zahl der in ihm vertretenen Branchen Ausdruck zu verleihen, benannte sich der DTV 1923 in Deutscher Verkehrsbund um. 1930 schloss er sich mit drei weiteren Gewerkschaften zum Gesamtverband der Arbeitnehmer der öffentlichen Betriebe und des Personen- und Warenverkehrs zusammen, der 1933 von den Nationalsozialisten aufgelöst wurde und als Vorläufer der späteren Gewerkschaft ÖTV (heute Verdi) gilt.